# در پشتی
درِ پشتی یا بَک‌دُر (به انگلیسی: Backdoor) در علوم رایانه به راهی گفته می‌شود که بتوان از آن بدونِ اجازه به قسمت/قسمت‌های مشخصی از یک سامانهٔ دیگر مانند رایانه، دیوار آتش، یا افزاره‌های دیگر دست پیدا کرد. نفوذگر معمولاً پس‌از ایجاد دسترسی در سیستم، یک در پشتی برای خود ایجاد می‌کند تا در زمانی دیگر به سیستم دسترسی پیدا کند. درهای پشتی ممکن است از قبل در سامانه وجود داشته باشند یا اینکه فرد نفوذگر با فریب کاربر، او را نسبت به نصب در پشتی ترغیب کند (مانند ارسال پیوست‌های آلوده در رایانامه). درهای پشتی را به سه دستهٔ فعال، غیرفعال و حمله‌بنیان تقسیم می‌کنند. درهای پشتی‌ای که منتظر رسیدن دستورها از طریق درگاه‌ها می‌شوند را غیرفعال می‌نامند؛ در مقابل درهای پشتی فعال خودشان آغازگر ارتباط با میزبان‌های دیگر هستند. درهای پشتی حمله‌بنیان به درهایی گفته می‌شود که با استفاده از حمله‌ای مبتنی بر یک بهره‌جو و با روش‌هایی مانند سرریز میان‌گیر به دسترسی‌های لازم در میزبان هدف دست می‌یابند.